# Гариох
Га́риох (гэльск. Gairbheach — «скалистая область»); скотс The Geerie; англ. Garioch (произн. gee-ree)) — историческая область на северо-востоке Шотландии, на побережье Северного моря к северу от Абердина. В настоящее время эта территория входит в состав области Абердиншир.

## География
Крупнейший город Гариоха — Инверури. Территория Гариоха представляет собой приморскую холмистую равнину, поднимающуюся в западном направлении до достаточно значительных горных образований. Основная река области — Дон.

## История
Территория Гариоха исторически была заселена северо-пиктскими племенами. После образования Шотландского королевства в середине IX века Гариох, вероятно, входил в состав одного из семи первых шотландских графств - Марр и Бухана. Однако уже к середине XI века Гариох обособляется от графства Марр и переходит во владение непосредственно королей Шотландии.
Король Вильгельм Лев передал Гариох в 1182 году своему брату Давиду, графу Хантингдонскому. Центром области был замок Данидир, стоящий на реке Дон и его притоке Ури. После смерти Давида в 1219 году его сын и наследник Джон Шотландский, граф Хантингдон в 1237 году вернул Гариох во владение короля.
В XIV веке Гариох вновь вернулся в состав графства Марр. На территории области в 1411 году состоялась знаменитая битва при Харлоу, ознаменовавшая пик противостояния горной и равнинной частей страны. В 1565 году титул лорда Гариоха унаследовал род Эрскинов.

## Галерея
- Девичий камень
- Горы Bennachie
- Горы Bennachie
- Замок Фрейзер[англ.] XV - XVI веков
- Мэрия Кинторе